# Premier League International Cup
La Premier League International Cup es una competición de fútbol para jugadores sub-23 organizada por la Premier League. Fue creada para proporcionar a los jugadores de la Primera División de Inglaterra la oportunidad de compararse con otros futbolistas europeos de su edad en un entorno competitivo.

## Palmarés
| Año     | Campeón                                                                | Marcador                                                               | Subcampeón                                                             | Semifinalistas                                                         | Sede de la final                                                       |
| ------- | ---------------------------------------------------------------------- | ---------------------------------------------------------------------- | ---------------------------------------------------------------------- | ---------------------------------------------------------------------- | ---------------------------------------------------------------------- |
| 2014–15 | Manchester City                                                        | 1–0                                                                    | Porto                                                                  | Leicester City y Fulham                                                | Academy Stadium, Manchester                                            |
| 2015–16 | Villarreal                                                             | 4–2                                                                    | PSV                                                                    | Chelsea y Porto                                                        | The Den, Bermondsey                                                    |
| 2016–17 | Porto                                                                  | 5–0                                                                    | Sunderland                                                             | Swansea City y Norwich City                                            | Stadium of Light, Sunderland                                           |
| 2017–18 | Porto                                                                  | 1–0                                                                    | Arsenal                                                                | Villarreal y Newcastle United                                          | Emirates Stadium, Londres                                              |
| 2018–19 | Bayern de Múnich II                                                    | 2–0                                                                    | Dinamo Zagreb                                                          | Reading y Southampton                                                  | The Den, Bermondsey                                                    |
| 2019–20 | El torneo terminó anticipadamente debido a la pandemia de coronavirus. | El torneo terminó anticipadamente debido a la pandemia de coronavirus. | El torneo terminó anticipadamente debido a la pandemia de coronavirus. | El torneo terminó anticipadamente debido a la pandemia de coronavirus. | El torneo terminó anticipadamente debido a la pandemia de coronavirus. |
| 2022–23 | PSV                                                                    | 3–1                                                                    | Crystal Palace                                                         | Fulham y Valencia                                                      | Selhurst Park, Londres                                                 |
| 2023–24 | Crystal Palace                                                         | 1–0                                                                    | PSV                                                                    | Everton y West Ham United                                              | Selhurst Park, Londres                                                 |
| 2024–25 | Nottingham Forest                                                      | 0–0 (5-4 p.)                                                           | Olympique Lyonnais II                                                  | Athletic Club y Fulham                                                 | City Ground, West Bridgford                                            |

## Títulos por equipo
| Club                  | Títulos | Subtítulos | Años campeón     | Años subcampeón  |
| --------------------- | ------- | ---------- | ---------------- | ---------------- |
| FC Porto              | 2       | 1          | 2016-17, 2017-18 | 2014-15          |
| PSV                   | 1       | 2          | 2022-23          | 2015-16, 2023-24 |
| Crystal Palace        | 1       | 1          | 2023-24          | 2022-23          |
| Manchester City       | 1       | 0          | 2014-15          | ----             |
| Villarreal            | 1       | 0          | 2015-16          | ----             |
| Bayern de Múnich II   | 1       | 0          | 2018-19          | ----             |
| Nottingham Forest     | 1       | 0          | 2024-25          | ----             |
| Sunderland            | 0       | 1          | ----             | 2016-17          |
| Arsenal               | 0       | 1          | ----             | 2017-18          |
| Dinamo Zagreb         | 0       | 1          | ----             | 2018-19          |
| Olympique Lyonnais II | 0       | 1          | ----             | 2024-25          |

## Títulos por país
| País         | Títulos | Subtítulos |
| ------------ | ------- | ---------- |
| Inglaterra   | 3       | 3          |
| Portugal     | 2       | 1          |
| Países Bajos | 1       | 2          |
| España       | 1       | 0          |
| Alemania     | 1       | 0          |
| Croacia      | 0       | 1          |
| Francia      | 0       | 1          |